# Oxime de milbémycine
L'oxime de milbémycine est un médicament vétérinaire de la famille des milbémycines, un groupe de macrolides apparentés aux avermectines, utilisé comme antiparasitaire à spectre large, notamment comme anthelmintique (vermifuge) et acaricide. Il est commercialisé sous le nom de Vector par le groupe pharmaceutique suisse Novartis.
L'oxime de milbémycine est produit par Streptomyces hygroscopicus aureolacrimosus, sous-espèce d'une bactérie de l'ordre des Actinomycetales. Son mode d'action est semblable à celui de la milbémycine, en augmentant la perméabilité aux ions chlorure des membranes des neurones et des myocytes des invertébrés par liaison aux canaux chlorure activés par le glutamate ou l'acide γ-aminobutyrique (GABA), ce qui conduit à une hyperpolarisation de la membrane plasmique et à un blocage de la transmission de l'influx nerveux et de la contraction musculaire,.
L'oxime de milbémycine est généralement associé à d'autres antiparasitaires pour en élargir le spectre d'action, par exemple :
- associé au praziquantel dans le Milbemax ;
- associé à la lufénurone dans les comprimés aromatisés Sentinel ;
- associé au spinosad dans le Trifexis ;
- associé au praziquantel dans les comprimés Milpro.